# Dendrochilum edanoi
Dendrochilum edanoi är en orkidéart som beskrevs av Eduardo Quisumbing y Argüelles. Dendrochilum edanoi ingår i släktet Dendrochilum och familjen orkidéer. Inga underarter finns listade i Catalogue of Life.